# A-League 2009/2010
A-League 2009/10 var 2009/2010 års säsong av A-League som bestod av 10 lag. Detta var den femte säsongen med A-League som den gemensamma proffsligan i fotboll för Australien och Nya Zeeland.
Denna säsongen utökades antalet lag i A-League från åtta till tio lag. de två nya lagen var North Queensland Fury och Gold Coast United, båda från den australiensiska delstaten Queensland. Det medförde också att Queensland Roar bytte namn till Brisbane Roar istället då de inte längre var det enda laget från Queensland. Den här säsongen slopades även den försäsongscup som tidigare säsonger spelats som uppladdning inför den ordinarie säsongen i juli och augusti.

## Lag, städer och arenor
| Lag                    | Delstat           | Ort        | Arena                    | Kapacitet |
| ---------------------- | ----------------- | ---------- | ------------------------ | --------- |
| Adelaide United        | South Australia   | Adelaide   | Hindmarsh Stadium        | 17 000    |
| Brisbane Roar          | Queensland        | Brisbane   | Suncorp Stadium          | 52 500    |
| Central Coast Mariners | New South Wales   | Gosford    | Bluetongue Stadium       | 20 119    |
| Gold Coast United      | Queensland        | Gold Coast | Skilled Park             | 27 400    |
| Melbourne Victory      | Victoria          | Melbourne  | Telstra Dome             | 56 347    |
| Newcastle United Jets  | New South Wales   | Newcastle  | Energy Australia Stadium | 26 164    |
| North Queensland Fury  | Queensland        | Townsville | Dairy Farmers Stadium    | 26 500    |
| Perth Glory            | Western Australia | Perth      | Perth Oval               | 20 500    |
| Sydney                 | New South Wales   | Sydney     | Sydney Football Stadium  | 45 500    |
| Wellington Phoenix     | i.u.              | Wellington | Westpac Stadium          | 36 000    |

## Grundserien

### Poängtabell
| Nr | Lag                        | S  | V  | O  | F  | GM | IM | MS  | P  |
| -- | -------------------------- | -- | -- | -- | -- | -- | -- | --- | -- |
| 1  | Sydney                     | 27 | 15 | 3  | 9  | 35 | 23 | +12 | 48 |
| 2  | Melbourne Victory (RM)     | 27 | 14 | 5  | 8  | 47 | 32 | +15 | 47 |
| 3  | Gold Coast United (NY)     | 27 | 13 | 5  | 9  | 39 | 35 | +4  | 44 |
| 4  | Wellington Phoenix         | 27 | 10 | 10 | 7  | 37 | 29 | +8  | 40 |
| 5  | Perth Glory                | 27 | 11 | 6  | 10 | 40 | 34 | +6  | 39 |
| 6  | Newcastle United Jets      | 27 | 10 | 4  | 13 | 33 | 45 | −12 | 34 |
| 7  | North Queensland Fury (NY) | 27 | 8  | 8  | 11 | 29 | 46 | −17 | 32 |
| 8  | Central Coast Mariners     | 27 | 7  | 9  | 11 | 32 | 29 | +3  | 30 |
| 9  | Brisbane Roar              | 27 | 8  | 6  | 13 | 32 | 42 | −10 | 30 |
| 10 | Adelaide United            | 27 | 7  | 8  | 12 | 24 | 33 | −9  | 29 |

### Resultattabell
| Hemma \ Borta          | ADE | BRI | CCM | GCU | MVC | NEW | NQF | PER | SYD | WEL | ADE | BRI | CCM | GCU | MVC | NEW | NQF | PER | SYD | WEL |
| ---------------------- | --- | --- | --- | --- | --- | --- | --- | --- | --- | --- | --- | --- | --- | --- | --- | --- | --- | --- | --- | --- |
| Adelaide United        |     | 0–2 | 1–0 | 0–2 | 0–2 | 1–1 | 3–3 | 1–0 | 2–1 | 1–1 |     | 2–0 | 1–1 | 1–1 |     | 0–2 |     | 2–3 |     |     |
| Brisbane Roar          | 0–1 |     | 1–0 | 1–3 | 0–1 | 1–1 | 2–0 | 2–4 | 1–0 | 1–1 |     |     | 0–3 | 1–1 |     | 0–2 |     |     | 1–0 | 4–1 |
| Central Coast Mariners | 0–0 | 2–3 |     | 3–0 | 0–3 | 1–1 | 1–1 | 2–1 | 0–0 | 0–2 |     |     |     | 1–1 |     | 3–0 | 1–1 | 0–0 |     |     |
| Gold Coast United      | 1–1 | 5–1 | 2–1 |     | 2–3 | 2–0 | 5–0 | 2–1 | 0–0 | 0–2 |     |     |     |     | 1–0 |     | 0–2 | 2–0 | 1–0 | 0–1 |
| Melbourne Victory      | 3–1 | 3–3 | 0–2 | 4–0 |     | 1–1 | 2–0 | 6–2 | 0–3 | 1–1 | 2–0 | 2–1 | 0–4 |     |     |     |     |     | 0–0 | 4–0 |
| Newcastle United Jets  | 1–2 | 0–3 | 2–1 | 1–0 | 1–3 |     | 2–0 | 0–1 | 1–3 | 3–2 |     |     |     | 3–2 | 3–2 |     | 3–2 |     |     | 0–1 |
| North Queensland Fury  | 0–2 | 1–1 | 1–5 | 2–1 | 0–1 | 2–1 |     | 2–1 | 2–3 | 1–3 | 2–1 | 1–3 |     |     | 1–0 |     |     | 1–0 |     |     |
| Perth Glory            | 1–0 | 1–1 | 3–1 | 2–2 | 2–1 | 2–0 | 1–1 |     | 2–0 | 2–0 |     | 2–0 |     |     | 1–2 | 4–0 |     |     | 0–0 |     |
| Sydney                 | 1–0 | 2–1 | 1–0 | 0–1 | 2–0 | 2–1 | 0–1 | 3–2 |     | 2–0 | 1–0 |     | 1–0 |     |     | 1–3 | 4–1 |     |     | 3–1 |
| Wellington Phoenix     | 1–1 | 3–1 | 0–0 | 6–0 | 1–1 | 3–0 | 1–1 | 2–1 | 0–1 |     | 1–0 |     | 3–0 |     |     |     | 3–0 | 1–1 |     |     |

## Slutspel

### Slutspelsträd
|  | Semifinalomgång 1 | Semifinalomgång 1            | Semifinalomgång 1 |   |   | Semifinalomgång 2         | Semifinalomgång 2 |  |  | Inledande final    | Inledande final |  |  | Final             | Final |
|  |                   | 18 februari                  |                   |   |   | 7 mars                    |                   |  |  |                    |                 |  |  | 20 mars           |       |
|  | 2                 | Melbourne Victory            | 2                 | — | — | Sydney                    | 2                 |  |  |                    |                 |  |  | Melbourne Victory | 1 (2) |
|  | 1                 | Sydney                       | 1                 | — | — | Melbourne Victory (e.f.)  | 2                 |  |  |                    |                 |  |  | Sydney (str.)     | 1 (4) |
|  |                   |                              |                   |   |   |                           |                   |  |  | 13 mars            |                 |  |  |                   |       |
|  |                   | 21 februari                  |                   |   |   |                           |                   |  |  | Sydney             | 4               |  |  |                   |       |
|  | 3                 | Wellington Phoenix (str.)    | 1 (4)             |   |   |                           |                   |  |  | Wellington Phoenix | 2               |  |  |                   |       |
|  | 6                 | Perth Glory                  | 1 (2)             |   |   | 7 mars                    |                   |  |  |                    |                 |  |  |                   |       |
|  |                   |                              |                   |   |   | Wellington Phoenix (e.f.) | 3                 |  |  |                    |                 |  |  |                   |       |
|  |                   | 20 februari                  |                   |   |   | Newcastle United Jets     | 1                 |  |  |                    |                 |  |  |                   |       |
|  | 4                 | Gold Coast United            | 0 (5)             |   |   |                           |                   |  |  |                    |                 |  |  |                   |       |
|  | 5                 | Newcastle United Jets (str.) | 0 (6)             |   |   |                           |                   |  |  |                    |                 |  |  |                   |       |

### Semifinaler
Major
|              | 18 februari 2010 | Melbourne Victory                           | 2 – 1           | Sydney          | Etihad Stadium                                         |                                                        |
| 20:00 UTC+11 | 20:00 UTC+11     | Nik Mrdja 16′ Carlos Hernández Valverde 40′ | (2 – 1) Rapport | 42′ John Aloisi | Melbourne, Victoria Publik: 18 453 Domare: Peter Green | Melbourne, Victoria Publik: 18 453 Domare: Peter Green |
| 20:00 UTC+11 | 20:00 UTC+11     |                                             |                 |                 | Melbourne, Victoria Publik: 18 453 Domare: Peter Green | Melbourne, Victoria Publik: 18 453 Domare: Peter Green |
| 20:00 UTC+11 | 20:00 UTC+11     |                                             |                 |                 | Melbourne, Victoria Publik: 18 453 Domare: Peter Green | Melbourne, Victoria Publik: 18 453 Domare: Peter Green |

|              | 7 mars 2010  | Sydney                                 | 0000 2 – 2 (e.fl.) | Melbourne Victory                     | Sydney Football Stadium                                         |                                                                 |
| 17:00 UTC+11 | 17:00 UTC+11 | Karol Kisel 36′ (str.) Mark Bridge 54′ | (1 – 1) Rapport    | 15′ Robbie Kruse 113′ Archie Thompson | Sydney, New South Wales Publik: 23 818 Domare: Strebre Delovski | Sydney, New South Wales Publik: 23 818 Domare: Strebre Delovski |
| 17:00 UTC+11 | 17:00 UTC+11 |                                        |                    |                                       | Sydney, New South Wales Publik: 23 818 Domare: Strebre Delovski | Sydney, New South Wales Publik: 23 818 Domare: Strebre Delovski |
| 17:00 UTC+11 | 17:00 UTC+11 |                                        |                    |                                       | Sydney, New South Wales Publik: 23 818 Domare: Strebre Delovski | Sydney, New South Wales Publik: 23 818 Domare: Strebre Delovski |

Melbourne Victory avancerade till final med det ackumulerade slutresultatet 4–3 efter förlängning, Sydney gick till den inledande finalen.
Minor
| SFV1         | 20 februari 2010 | Gold Coast United                                                                                            | 0000 0 – 0 (e.fl.)         | Newcastle United Jets                                                                                       | Skilled Park                                                |                                                             |
| 19:00 UTC+10 | 19:00 UTC+10     | | Rapport                    | | Gold Coast, Queensland Publik: 4 109 Domare: Matthew Breeze | Gold Coast, Queensland Publik: 4 109 Domare: Matthew Breeze |
| 19:00 UTC+10 | 19:00 UTC+10     | |                            | | Gold Coast, Queensland Publik: 4 109 Domare: Matthew Breeze | Gold Coast, Queensland Publik: 4 109 Domare: Matthew Breeze |
| 19:00 UTC+10 | 19:00 UTC+10     | Jason Culina Dino Djulbic Michael Thwaite Anderson Alves da Silva Shane Smeltz Kristian Rees Zenon Caravella | Straffsparksläggning 5 – 6 | Tarek Elrich Sasho Petrovski Kaz Patafta Matt Thompson Ljubo Miličević Song Jin-Hyung Nikolai Topor-Stanley | Gold Coast, Queensland Publik: 4 109 Domare: Matthew Breeze | Gold Coast, Queensland Publik: 4 109 Domare: Matthew Breeze |

Newcastle United Jets avancerade till semifinalvecka 2.
| SFV1         | 21 februari 2010 | Wellington Phoenix                                 | 0000 1 – 1 (e.fl.)         | Perth Glory                                                 | Westpac Stadium                                    |                                                    |
| 17:00 UTC+13 | 17:00 UTC+13     | Chris Greenacre 37′                                | (1 – 0) Rapport            | 67′ Scott Neville                                           | Wellington Publik: 24 278 Domare: Strebre Delovski | Wellington Publik: 24 278 Domare: Strebre Delovski |
| 17:00 UTC+13 | 17:00 UTC+13     |                                                    |                            |                                                             | Wellington Publik: 24 278 Domare: Strebre Delovski | Wellington Publik: 24 278 Domare: Strebre Delovski |
| 17:00 UTC+13 | 17:00 UTC+13     | Paul Ifill Andrew Durante Tim Brown Adrian Caceres | Straffsparksläggning 4 – 2 | Steven McGarry Naum Sekulovski Scott Bulloch Daniel McBreen | Wellington Publik: 24 278 Domare: Strebre Delovski | Wellington Publik: 24 278 Domare: Strebre Delovski |

Wellington Phoenix avancerade till semifinalvecka 2.
| SFV2         | 7 mars 2010  | Wellington Phoenix                               | 0000 3 – 1 (e.fl.) | Newcastle United Jets | Westpac Stadium                               |                                               |
| 16:00 UTC+13 | 16:00 UTC+13 | Tim Brown 33′ Paul Ifill 105+1′ Eugene Dadi 115′ | (1 – 1) Rapport    | 20′ Matt Thompson     | Wellington Publik: 32 792 Domare: Chris Beath | Wellington Publik: 32 792 Domare: Chris Beath |
| 16:00 UTC+13 | 16:00 UTC+13 |                                                  |                    |                       | Wellington Publik: 32 792 Domare: Chris Beath | Wellington Publik: 32 792 Domare: Chris Beath |
| 16:00 UTC+13 | 16:00 UTC+13 |                                                  |                    |                       | Wellington Publik: 32 792 Domare: Chris Beath | Wellington Publik: 32 792 Domare: Chris Beath |

Wellington Phoenix avancerade till den inledande finalen.

### Inledande final
|              | 13 mars 2010 | Sydney                                                | 4 – 2           | Wellington Phoenix                 | Sydney Football Stadium                                    |                                                            |
| 20:30 UTC+11 | 20:30 UTC+11 | Chris Payne 21′, 31′ Alex Brosque 63′ Mark Bridge 71′ | (2 – 1) Rapport | 27′ Andrew Durante 81′ Eugène Dadi | Sydney, New South Wales Publik: 13 196 Domare: Peter Green | Sydney, New South Wales Publik: 13 196 Domare: Peter Green |
| 20:30 UTC+11 | 20:30 UTC+11 |                                                       |                 |                                    | Sydney, New South Wales Publik: 13 196 Domare: Peter Green | Sydney, New South Wales Publik: 13 196 Domare: Peter Green |
| 20:30 UTC+11 | 20:30 UTC+11 |                                                       |                 |                                    | Sydney, New South Wales Publik: 13 196 Domare: Peter Green | Sydney, New South Wales Publik: 13 196 Domare: Peter Green |

Sydney avancerade till final.

### Grand Final
|              | 20 mars 2010 | Melbourne Victory                                      | 0000 1 – 1 (e.fl.)         | Sydney                                                             | Etihad Stadium                                              |                                                             |
| 19:00 UTC+11 | 19:00 UTC+11 | Adrian Leijer 81′                                      | (0 – 0) Rapport            | 63′ Mark Bridge                                                    | Melbourne, Victoria Publik: 44 560 Domare: Strebre Delovski | Melbourne, Victoria Publik: 44 560 Domare: Strebre Delovski |
| 19:00 UTC+11 | 19:00 UTC+11 |                                                        |                            |                                                                    | Melbourne, Victoria Publik: 44 560 Domare: Strebre Delovski | Melbourne, Victoria Publik: 44 560 Domare: Strebre Delovski |
| 19:00 UTC+11 | 19:00 UTC+11 | Kevin Muscat Grant Brebner Marvin Angulo Leigh Broxham | Straffsparksläggning 2 – 4 | Simon Colosimo Shannon Cole Hayden Foxe Karol Kisel Byun Sung-Hwan | Melbourne, Victoria Publik: 44 560 Domare: Strebre Delovski | Melbourne, Victoria Publik: 44 560 Domare: Strebre Delovski |

## Statistik

### Skytteligan
| Rank | Spelare          | Lag                   | Mål |
| ---- | ---------------- | --------------------- | --- |
| 1    | Shane Smeltz     | Gold Coast United     | 19  |
| 2    | Carlos Hernández | Melbourne Victory     | 13  |
| 2    | Paul Ifill       | Wellington Phoenix    | 13  |
| 2    | Sergio van Dijk  | Brisbane Roar         | 13  |
| 5    | Archie Thompson  | Melbourne Victory     | 11  |
| 6    | John Aloisi      | Sydney                | 9   |
| 6    | Mark Bridge      | Sydney                | 9   |
| 6    | Robbie Fowler    | North Queensland Fury | 9   |
| 9    | Tim Brown        | Wellington Phoenix    | 8   |
| 9    | Daniel McBreen   | Perth Glory           | 8   |
| 9    | Matt Thompson    | Newcastle United Jets | 8   |

### Publiksiffror
Tabellen nedan listar de 5 högsta publiksiffrorna under säsongen.
| Publiksiffra | Omgång      | Datum            | Hemmalag           | Resultat | Bortalag              |
| ------------ | ----------- | ---------------- | ------------------ | -------- | --------------------- |
| 44 560       | Grand Final | 20 mars 2010     | Melbourne Victory  | 1–1      | Sydney                |
| 32 792       | MISFV2      | 7 mars 2010      | Wellington Phoenix | 3–1      | Newcastle United Jets |
| 30 668       | 10          | 9 oktober 2009   | Melbourne Victory  | 0–3      | Sydney                |
| 27 344       | 20          | 19 december 2009 | Melbourne Victory  | 0–0      | Sydney                |
| 25 407       | 27          | 14 februari 2010 | Sydney             | 2–0      | Melbourne Victory     |